# Leiaute Versus Esquemático

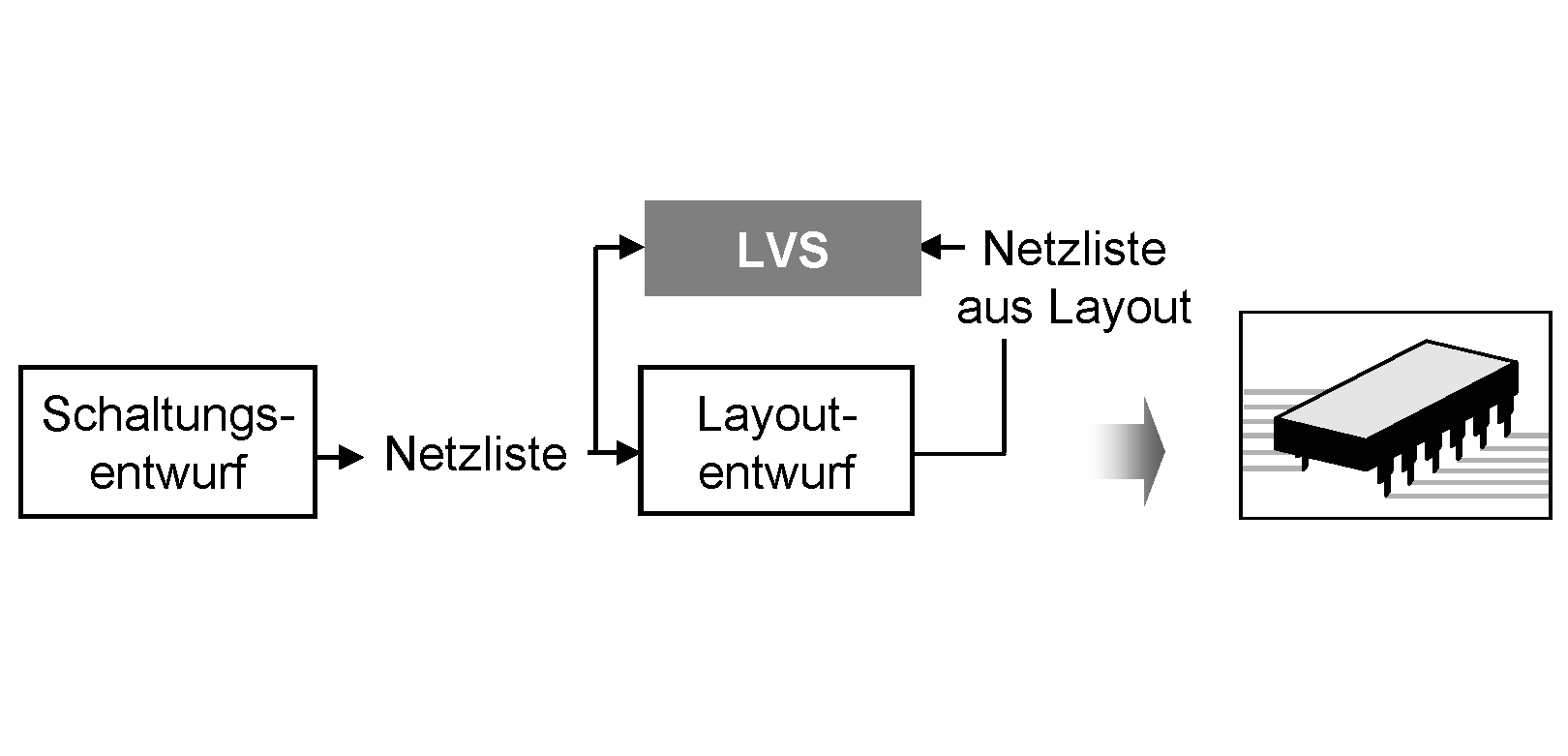
Layout versus esquemático

Leiaute Versus Esquemático (LVS), do inglês Layout Versus Schematic, é uma categoria de ferramentas de EDA voltada a verificação de circuitos integrados.
Como o próprio nome diz, o LVS, é uma verificação que compara o esquemático extraído de um leiaute com o esquemático original. Usualmente esse esquemático inicial se encontra nos formatos SPICE e Verilog.
Após a extração do Leiaute para um formato descritivo de esquemático e.g., SPICE, utiliza-se de técnicas de verificação formal para checar a equivalência entre os circuitos. Vale lembrar que isso requer a simplificação dos circuitos provenientes do leiaute, já que no leiaute pode haver caminhos redundantes, etc. 

## Softwares

### Softwares Comerciais
- Assura, Dracula e PVS por Cadence Design Systems
- Calibre por Mentor Graphics [1]
- Guardian LVS por Silvaco
- Quartz LVS por Magma Design Automation
- IC Validator por Synopsys
- PowerLVS por Polyteda LLC|POLYTEDA LLC
- VERI e HVERI por Zeni EDA

### Softwares Livres
- KLayout https://klayout.de/
- Magic http://opencircuitdesign.com/magic/

1. ↑  «Introducing Calibre nmLVS-Recon: A New Paradigm for Circuit Verification». www.mentor.com (em inglês). Consultado em 22 de setembro de 2020